# Либеральный империализм
Либера́льная импе́рия, либера́льный империали́зм — концепция внутренней и внешней политики, в рамках которой сильное демократическое государство с рыночной экономикой ведёт экспансию в другие государства с целью установления и поддержания в них политической стабильности, создания единого культурного и экономического пространств, что выгодно как самой империи, так и народам этих государств. Зона влияния империи, таким образом, видится больше как «зона ответственности». В основе либеральной империи, в отличие от империи обычной, лежит не военная сила и принуждение, а привлекательность, образ источника мира и справедливости, прочные экономические связи.
Концепции под аналогичным названием существовали во Франции и Великобритании в XIX веке и переживают второе рождение в настоящее время в США. В современный российский политический лексикон термин «либеральная империя» был введён А. Б. Чубайсом в 2003 году.

## Либеральный империализм на Западе
Термин отнюдь не является современным изобретением и имеет давнюю историю.
В Европе «либеральной империей» называли сначала Францию 1860—1870 годов при Наполеоне III. Империалистическая фракция была в Либеральной партии Великобритании. Её лидером являлся Арчибальд Примроуз, лорд Розбери, министр иностранных дел 1886, 1892—1894 и премьер-министр 1894—1895. После Первой мировой войны, однако, идеи империализма вышли из моды, Либеральная партия также теряет поддержку в народе и само понятие «либеральный империализм» исчезает до конца XX века: до оккупации Косово, войны в Афганистане и Ираке, когда его начинают применять для описания политики Билла Клинтона, Джорджа Буша и Тони Блэра, хотя сами власти США и Великобритании, по понятными причинам, не признавали за собой стремления к какому-либо империализму, пусть и либеральному.
Ведущим теоретиком и популяризатором либерального империализма на западе признан Найл Фергюсон, в 2001—2002, показавший, что своих лидирующих позиций Великобритания в XIX веке достигла благодаря либеральному империализму и призвавший США последовать тем же путём. Необходимость в расширении американских империалистических амбиций выводится из растущей нестабильности мира: США вынуждены стать на защиту стабильности, поскольку лишь они способны на это (ср. Бремя белого человека).
Особенностью нового империализма США (как и империализма британского) является отсутствие стремления к завоеванию новых территорий, вместо этого экспансия осуществляется путём создания марионеточных местных правительств, более легитимных в глазах общественности. Это считается одним из ключей к успеху. Другим ключом признана привлекательность рыночной экономики, прав человека и демократии — лозунгов либеральной империи.

## Концепция либеральной империи в России
Термин «либеральный империализм» использовался Бердяевым в книге «Судьба России» и рассматривался им как опыт положительного созидательного сознания, но который, по мнению Бердяева, был чужд России.

### Либеральная империя по А. Б. Чубайсу
Впервые в политической истории новой России термин «либеральная империя» был озвучен 25 сентября 2003 года А. Б. Чубайсом в канун парламентских выборов. Тем не менее, ни подробного описания идеи, ни включения её в предвыборную программу СПС не последовало, что вызвало интенсивный поток домыслов и различных толкований понятия. Более полно концепция либеральной империи была освещена 16 декабря 2004 года Л. Я. Гозманом. Он также называл имена ещё двух авторов концепции: Дениса Драгунского и Дмитрия Орешкина.
Россия является естественным лидером на постсоветском пространстве: её ВВП в несколько раз выше, чем у любой другой страны СНГ, по ВВП на душу населения и доходам Россия также лидирует, миграционные потоки из стран СНГ также направлены не из, а в Россию. Поэтому именно Россия должна взять на себя роль гаранта экономического развития и безопасности региона, а для этого активно продвигать себя во внешний мир. Становиться на путь изоляционизма значит изменить многовековое направление развития, к тому же это бесперспективно экономически.
Для эффективного продвижения своей экономики на мировом рынке государство должно с одной стороны поддерживать условия рыночной конкуренции, чтобы избежать технологического отставания, а с другой — противодействовать нерыночным методам других государств, активно помогать своим компаниям в случае применения к ним нерыночных методов.
Россия, по словам Гозмана, заинтересована в том, чтобы её соседями были не своевольные, пусть и временно послушные диктатуры, а демократии, в которых есть механизм контроля за исполнением обещаний и которые поэтому более ответственны. Россия также должна защищать права и интересы всех, кто готов себя идентифицировать с ней. Это включает в себя, в числе прочего, защиту прав русскоязычного населения стран СНГ.
Либеральному империализму по Чубайсу и Гозману чужд милитаризм, он не должен (поскольку не нуждается в этом) пересматривать границы и покушаться на нормы международного права.

### Отзывы и критика
Ю. В. Крупнов выступил с развёрнутой критикой концепции. По его мнению России чужд как либерализм, так и имперские идеи, идея же их объединения разработана и принята в США. Россия, таким образом, не сможет стать самостоятельной империей, а неизбежно окажется региональной державой-сателлитом единственной либеральной империи на планете — США, на что, по его мнению, и направлена идея Чубайса и Гозмана. Взамен Крупнов предлагает проект создания «мировой державы».
А. Г. Дугин вскоре после речи Чубайса выступил с одобрением его идей, с той оговоркой, что правильно понимает его идеи: модернизацию и конкретизацию евразийства, подведение под него экономической базы, начатое ещё Фридрихом фон Листом и Сергеем Витте.

### Восприятие идеи обществом
В октябре 2003 ФОМ провёл опрос на тему «либеральный империализм». 24 % опрошенных слышали о данном термине, 18 % смогли ответить как они его понимают. 2 % посчитали «либеральный империализм» пустой выдумкой, 1 % отметил его внутреннюю противоречивость. У некоторых опрошенных термин ассоциируется с демократией, соблюдением гражданских прав (4 %), сильной (2 %), независимой державой (2 %). Тем не менее, ни её политическое устройство (монархия, анархия, олигархия, централизованная республика), ни реальные примеры (Англия, США, Китай, СССР, арабские страны) в массовом сознании не определились.
13 % опрошенных посчитали что Россия должна стремиться стать либеральной империей (из них более половины ответили что она может ей стать), 18 % — что не должна. Чаще других первой точки зрения придерживаются молодые оптимисты, сторонники «Единой России», второй — люди с высшим образованием, голосующие за КПРФ.

### Предполагаемая реализация
Хотя сторонниками идеи, помимо указанных выше, не объявил себя ни один политик и концепция осталась незамеченной на более высоких уровнях власти, довольно часто либеральный империализм рассматривается СМИ (особенно зарубежными) как в действительности реализуемый Россией проект.
Под схему создания либеральной империи, а точнее, экономической экспансии, по мнению многих публицистов подпадают действия самого Чубайса и РАО ЕЭС: покупка в 2003 у американской компании AES 35 % распределительной энергосети Грузии (кроме того, РАО контролирует 19 % производства электроэнергии в Грузии), покупка в Армении АЭС, Севано-Разданский каскада ГЭС и Разданскую тепловой станции (в сумме эти три объекта вырабатывают 69 % от всей производимой в Армении электроэнергии). В Казахстане в счет списания долгов РАО за $40 млн был продан угольный разрез «Северный», схожие действия предпринимаются на Украине и в Белоруссии. Характерно что Запад, в особенности США, используют различные механизмы для противодействия указанной политике РАО ЕЭС.

### Схожие идеи
В 2006 году Касьяновым предложена идея «империи свободы», схожая с «либеральной империей» Чубайса и Гозмана.
В журнале «Социологические исследования» №2, 1997 была опубликована статья авторов Л. В. Сохань, И. П. Сохань «Новые „демократические“ империи», в которой обсуждался процесс объединения либеральных государств в новые демократические империи.